# تشکیل ساختار

ساختار جهان - ۳۸۰,۰۰۰ سال پس از تشکیل آن و زمان حال

تشکیل ساختار یکی از مسائل مهم در کیهان‌شناسی است. آن‌گونه که از رصد تابش زمینه کیهانی دیده می‌شود، جهان از حالتی بسیار داغ، چگال، و کم‌وبیش همگن آغاز شده است. ولی امروزه ساختارهای زیادی در اندازه‌های گوناگون پدید آمده‌اند: سیاره‌ها، ستاره‌ها، کهکشان‌ها، و ساختارهای بسیار بزرگ‌تر مانند خوشه‌های کهکشانی و خالی‌جاهای بزرگ بین آن‌ها.
در دو سه دههٔ اخیر، این موضوع مورد قبول گسترده قرار گرفته است که با توجه به سن فعلی جهان، ماده باریونی در جهان به تنهایی نمی‌تواند جاذبهٔ گرانشی کافی را برای تشکیل ساختارهای مشاهده‌شده تأمین کند. مشکل را می‌توان با معرفی ماده تاریک غیرباریونی دور زد. این ماده با فراهم آوردن نیروی گرانش اضافی، تشکیل ساختار را سرعت می‌بخشد، بدون آنکه اثرات فشار ایجاد مزاحمت کند. عقیده بر این است که تنها در صورت برقراری رابطهٔ {\displaystyle {{\Omega }_{\text{0}}}>0{\mathsf {/}}2}، این تعریف جدید کارساز خواهد بود. در حال حاضر، هیچ مدل عملی پیرامون تشکیل ساختار، بدون تکیه بر دست کم این مقدار ماده تاریک، وجود ندارد.